# 三王香路
三王香路，為臺灣臺南市的民間信仰宗教活動，由永康區保安宮舉行，於每年農曆九月舉行。廟方與信眾迎請吳府千歲由永康保安宮出發，徒步前往南鯤鯓代天府進香。

## 沿革
永康保安宮所奉祀的主神吳府千歲，原為當地李家私人奉祀。李家原居舊臺南縣北門鄉雙春村，移居臺南市區時自南鯤鯓代天府分靈神像，1987年時奉祀於開南街並奉玉旨命名為保安宮，1988年該廟遷移至金華路一段正式開宮，後因信眾日多，1990年於現址建立廟宇。
該廟於2005年起開始舉行徒步謁祖活動，相傳當時主神以神諭表示「開創新局面、行久人滿庭、日後全台曉、免驚路無人」。該活動從永康出發，沿途經安南區、安定區、西港區、佳里區、學甲區，抵達北門區南鯤鯓代天府，全程約50多公里，日程2日，稱為「三王香路」，2014年時參與信眾約有千人。

## 途經廟宇

### 首日
永康聖王堂、永康大橋進安宮、溪頂寮保安宮、溪頂寮天明宮、舊和順慈安宮、中洲寮保安宮、新吉保安宮、海寮普陀寺、西港慶安宮、佳里三五甲鎮山宮、佳里中興宮、佳里青龍宮、佳里北極玄天宮、佳里鎮濟宮、佳里四安宮、佳里金唐殿

### 次日
佳里興震興宮、溪洲里永興宮、學甲大灣清濟宮、學甲池安宮、學甲慈濟宮、學甲文衡殿、新筏仔頭巡安宮、過港仔福安宮、中洲慈福宮、中洲惠濟宮、二重港仁安宮、灰磘港天封宮、灰磘港玉旨宮、西埔內西興宮、蚵寮保安宮、南鯤鯓代天府

## 註腳
1. ↑  永康保安宮代天巡狩. .   [2019-09-29]. （原始内容存档于2016-03-26）.
2. ↑  張耘書. . 中央研究院人社中心地理資訊科學研究專題中心. 2012-01-17  [2019-09-29]. （原始内容存档于2019-09-29）.
3. ↑  林孟婷. . 自由時報. 2013-10-04  [2019-09-29]. （原始内容存档于2019-09-29）.
4. ↑  林孟婷. . 自由時報. 2014-09-24  [2019-09-29]. （原始内容存档于2018-12-17）.